# 니키 로메로
니키 로메로(Nicky Romero, 1989년 1월 6일 ~ )는 네덜란드의 디스크자키이자 음악 프로듀서이다.